# Hoog Laren
Hoog Laren was een Nederlands tuberculose-sanatorium in het Noord-Hollandse Blaricum. Op deze locatie staat thans het Tergooi-ziekenhuis.

## Geschiedenis
Het sanatorium werd opgericht ten bate van Amsterdamse tuberculose-lijders. Bij een inzamelingsactie tijdens een evenement in het Paleis voor Volksvlijt, werd geld opgehaald voor de bouw. In 1900 werd begonnen met de realisatie van het ontwerp van architect Eduard Cuypers. Ongeveer gelijktijdig werkte de architect aan het sanatorium Oranje Nassau's Oord in het Gelderse Renkum.

### Groei
Vanaf de oplevering van Hoog Laren 1903 was er vrijwel een constante groei in het aantal bedden. Aanvankelijk was er plaats voor 40 patiënten, ze verbleven in draaibare veranda's om de hele dag in de zon te kunnen liggen. In 1906 kwam er een woning voor de geneesheer-directeur gereed op het terrein. Om nog meer ruimte voor de patiënten te maken trokken de verpleegsters in 1916 in een aangekochte villa die grensde aan het terrein.
In de jaren twintig volgde een grote uitbreiding van het sanatorium. De capaciteit ging van 92 naar 170 bedden, door de bouw van een nieuw mannen- en vrouwenpaviljoen. Er was nu ook een assistent-geneesheer nodig, waarvoor een villa werd aangekocht. Op het terrein verschenen ook andere bijgebouwen. Zo was er ook een werkplaats, waar 25 mannelijke patiënten arbeidstherapie genoten. Uiteindelijk groeide het aantal bedden uit tot 600 in het begin van de jaren veertig.

### Andere functie
In de jaren vijftig nam het aantal patiënten drastisch af en kon het sanatorium niet langer exclusief voor tuberculozen geëxploiteerd worden. Er kwamen ook andere afdelingen en Hoog Laren veranderde in een klein ziekenhuis. In de jaren tachtig werd het een verpleeghuis voor terminaal zieken en demente bejaarden.
Het gebouw werd gesloopt en op de locatie van het sanatorium werd in 1990 het ziekenhuis Gooi-Noord geopend (sinds 2006 Tergooi).